# Комитет информации
Комитет информации при Совете Министров СССР (с 1949 года — Комитет информации при Министерстве иностранных дел СССР) (в/ч 15618) — название советской внешней разведки в 1947—1951 годах.
Был создан Постановлением СМ СССР № 1789-470сс от 30 мая 1947 г. Первоначально объединял как политическую разведку (ранее в ведении МГБ), так и военную. С 1949 г. военная разведка вернулась в систему военного ведомства.
2 ноября 1951 г. вся разведывательная работа была передана от КИ в МГБ, где было восстановлено 1-е Главное управление. В ведении КИ оставалась только служба дезинформации. Решением Президиума ЦК КПСС П158/III от 19 февраля 1958 г. КИ был упразднен.
Аппарат КИ находился в Ростокино в двух бывших зданиях Исполкома Коминтерна, которые занимал Отдел международных связей Коминтерна до своего упразднения.

## Руководители
- Молотов, Вячеслав Михайлович (30 мая 1947 — 4 марта 1949 г.)
- Вышинский, Андрей Януарьевич (4 марта — июнь 1949 г.)
- Зорин, Валериан Александрович (июнь 1949 — 6 февраля 1952 г.)

После выделения внешней разведки КИ возглавляли Я. А. Малик и А. А. Громыко.

 Последовательность смены председателей КИ доподлинно неизвестна. Известны лишь их имена. Петровы уверены, что Молотов был первым, а Зорин последним председателем. Возможно, Молотов передал свой пост Малику в конце пребывания на посту министра иностранных дел, а Вышинский пришел вслед за Маликом, которого сменил Зорин.— Олег Гордиевский, Кристофер Эндрю. «КГБ. История внешнеполитических операций от Ленина до Горбачева»

### 1-е заместители[1]
- П. В. Федотов (1946—1949)
- С. Р. Савченко (1949—1953)
- В. С. Рясной (1953)